# Strymon (rivier)
De Strymon (Bulgaars: Струма, Stroema; Grieks: Στρυμόνας; Turks: Karasu) is een rivier in Bulgarije, Griekenland en Noord-Macedonië.
De rivier ontspringt in het Vitosjagebergte in Bulgarije, stroomt ruim 400 kilometer naar het zuiden en mondt uit in de Egeïsche Zee. Tot de zijrivieren behoort de Rila. In Bulgarije stroomt de rivier onder andere door de Kresna Gorge.
In het stroomdal in Bulgarije wordt steenkool gewonnen. Het Griekse deel van het stroomdal wordt gedomineerd door landbouw. De oude Griekse stad Amphipolis werd gesticht aan de monding van de rivier in de Egeïsche Zee. In 1014 werd de Slag van Kleidion bij deze rivier gestreden.
In de Georgica van de Romeinse dichter Vergilius wordt beschreven dat Orpheus hier zeven volle maanden ononderbroken heeft geschreid, nadat hij Eurydice voorgoed moest achterlaten in de onderwereld.
- Gemeinsame Normdatei: 4678877-3
- Nationale Bibliotheek van Tsjechië: ge583877
- Nationale Bibliotheek van Israël: 987007541328205171